# Acid Void in New Fungi City
『Acid Void in New Fungi City』は、日本のホラー小説家朝松健によるホラー小説。クトゥルフ神話の1つ。
2017年の単行本『アシッド・ヴォイド Acid Void in New Fungi City』の表題作であり書き下ろし作品。
本作は探偵ビル・リーが薬物を用いてアシッドヴォイドに接触する顛末を描いた物語である。
また、本作はウィリアム・バロウズへのリスペクト作品であり、主人公のビル・リーという名前はウィリアム・バロウズの若いころのペンネームの一つに由来する。また、作中では複数のバロウズ作品の邦訳が出典付で引用されている。
タイニー・スミスは『闇に輝くもの』から再登場し、そちらの作品はラヴクラフトが若いころに遭遇した怪異譚である。つまり本作は『闇に輝くもの』のバロウズ版である。
アシッドといえば、酸であり、または幻覚剤LSD（リゼルグ酸ジエチルアミド）の俗称。

## あらすじ
1950年代、マッカーシー上院議員がソ連のスパイを警告するよう熱弁し、またフーバーFBI長官がUFOを否定していた時代、ニューヨークにて。ピンカートン探偵社のビル・リーは、麻薬を買っているところを上司に目撃されて失職する。その後、ビルは、安く麻薬を手に入れるため、ブラッキー・レーンにあるメキシコ料理屋「サブエッソ」へと足を運ぶ。ジャンキーのビルに、ブラウン管に映るマッカーシーとフーヴァーの声が幻聴し、サブエッソにタイニーという黒ずくめのエージェントがおり、彼の指示に従うよう言ってくる。
ビルはサブエッソでタイニー・スミスと会い、永劫あるいは神と接触できるというオレンジの丸薬「幽遠丹（Youyuan dan）」2粒を貰う。ビルは「俺は前から神さまって奴に会いたかったんだ」と軽口を叩き、鉄錆か鮮血のような味と舌を針で刺されたような痛みを我慢して、酒で胃に流し込む。ふり返ると、タイニーの姿はなく、店の経営者ミゲルとボーイのキキは客はビルだけだと答える。そこでビルの意識が飛ぶ。
熱気が沸き立つカイロのバザールにいた。黒い老人がビルに、アラビア語訛りの英語で「酸化空無（アシッドヴォイド）に至れ」「夢見ながら待っている」「CthulhutTyQy！」と言う。意味がわからず問い返すビルに、老人は「お前はクトゥルーに招かれたがハストゥールの裔が邪魔をしてくる」「かのものに謁見せよ」と返答して、ビルを闇へと飛ばす。
気が付くとビルは図書室におり、本棚から「死せる名前の書」が落ちてくるのを目撃する。ビルはさっきの爺さんが書いた本だと察すると、黒表紙の洋装本は巻物に変わる。ビルは夢見者の特権で読み方を知っており、呪文を読み上げると、呪文が液化して、口内が膿汁で満たされる。苦味と吐き気をこらえ、膿汁は胃に落ちて内臓を犯していき、ビルの肉体は非人間に変容する。
次は電車の運転席にいた。この電車は透明なチューブ内を疾走するガラスの眼球、暗黒星ユゴスの乗り物である。ビルは有機外殻を脱ぎ捨ててミゴウになっているが、三次元に残留しているビルの視聴覚がときおりノイズとして知覚されてくる。眼球は気泡へと変化し、ビルは八本の肢を動かして乗り物を操る。ビルは寺院からの指令に従い、時間を遡り、過去へ、永劫へ、アシッドヴォイドを目指す。そこに巨大な影が現れる。そいつクトゥルーは、人間そっくりの頭部の、額からは生白い触手を何十本もゆらめかせている。気泡体は眼球に戻り、ビルはハストゥールの名のもとにクトゥルーに突撃するが、魔術防御の猟犬が迎撃に迫る。
気付いたビルは、人間の肉体に戻っており、ビルはなぜか拳銃を持っていた。キキとミゲルは、首をねじ切られ、背中に置かれて死んでいた。猟犬だ。ビルは全部幻覚だと言い聞かせ、逃げ出す。
ビルがアパートに逃げ帰ると、そこには置いてきたはずの妻ジョーンがいた。少し話をした後、ジョーンは浴室に入ったまま出てこない。ビルが浴室に押し入ると、彼女は影も形もない。そこでようやく、ビルは3年前の1951年9月6日にテキサスでジョーンを誤射したことを思い出す。浴室は角に満ちており、すぐにでも猟犬が来そうだ。ビルが、もっと強力な薬物を扱っている店を探さなければと独白したところで幕を閉じる。この接触を体験した後、ウィリアム・S・バロウズは作家として名を上げる。

## 主な登場人物
- ビル・リー - ピンカートン探偵社に所属する私立探偵。麻薬を服用しながら小説を書く習慣を持つ。探偵仕事は薬物を購入するための金稼ぎにすぎず、底辺の仕事でセンスを消耗していると思っている。マヤ文明が好き。
- ハリー・クレイン - ピンカートン探偵社ニューヨーク支局長。元ニューヨーク市警刑事部長。
- ミゲル - ブラッキー・レーンのメキシコ料理バー「サブエッソ」（スペイン語で猟犬を意味する）店主。メキシコ人。50代。噂によると密入国者。
- キキ - 「サブエッソ」ボーイ。メキシコ人。16歳。噂によると店主の愛人。
- タイニー・スミス - 浅黒い肌で長身の東洋人風の男。組織のエージェントだという。本作を含めた複数作品に登場する。
- 黒い老人 Al Hazard - かの大いなるものどもの狂気を人類に伝える者。
- ジョーン - ビルの妻。ルイジアナに置いてきた。
- 猟犬 - クトゥルーを護る魔術的防衛システム。

## 収録
- アトリエサード『アシッド・ヴォイド』朝松健（2017）
  - 収録作：星の乱れる夜、闇に輝くもの、ゾスの足音、十死街、空のメデューサ、球面三角、Acid Void in New Fungi City

2022年にアドレナライズから電子版が刊行された。

## 関連作品
- ティンダロスの猟犬 - FBロングのクトゥルフ神話作品。
- 球面三角、Faceless City - 朝松の2010年代のクトゥルフ神話作品。同様に、角からクトゥルーが侵略してくる。
- 裸のランチ - バロウズの長編小説。1992年にデヴィッド・クローネンバーグ監督により映画化され、主人公の名前がビル・リーとされた[1]。